# منازل کارکنان پتروشیمی
منازل کارکنان پتروشیمی یک منطقهٔ مسکونی در ایران است که در دهستان رودبال واقع شده‌است. منازل کارکنان پتروشیمی ۴۱ نفر جمعیت دارد.